# Mostafa Fathalá Mohamed
Mostafa Fathalá Mohamed (16 de junio de 1987) es un deportista egipcio que compitió en atletismo adaptado. Ganó una medalla de plata en los Juegos Paralímpicos de Río de Janeiro 2016, en la prueba de 100 m (clase T37).

## Palmarés internacional
| Juegos Paralímpicos | Juegos Paralímpicos     | Juegos Paralímpicos | Juegos Paralímpicos |
| Año                 | Lugar                   | Medalla             | Prueba              |
| ------------------- | ----------------------- | ------------------- | ------------------- |
| 2016                | Río de Janeiro (Brasil) | Medalla de plata    | 100 m T37           |